# British American Racing

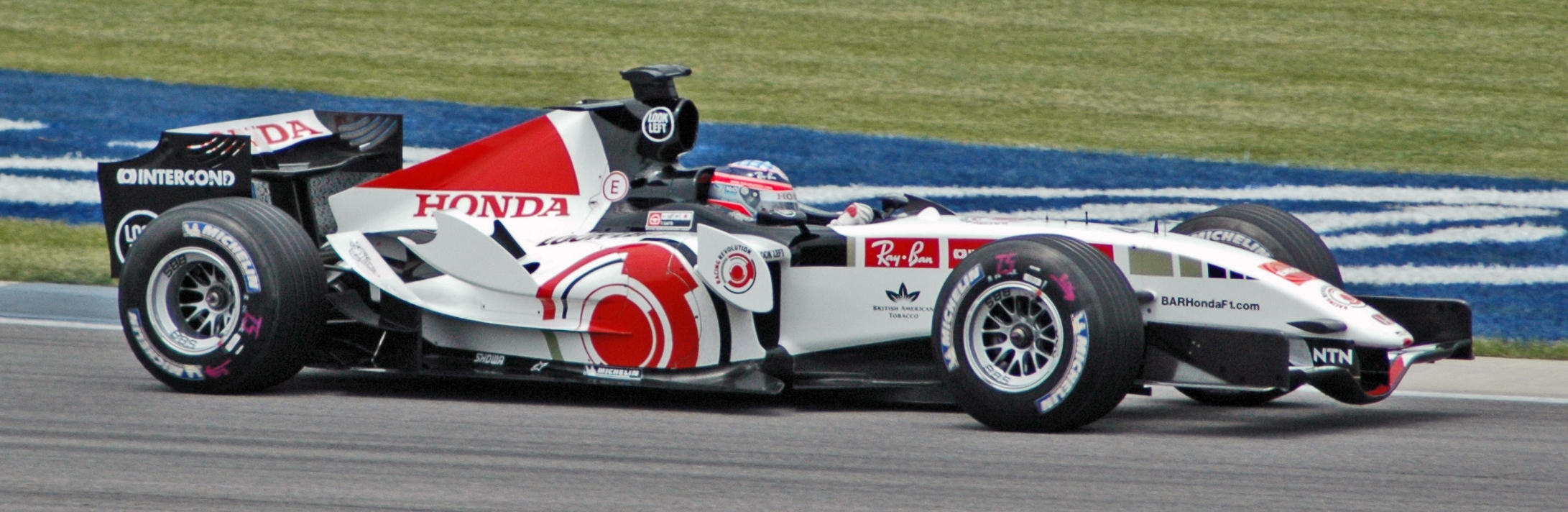
BAR 2005

British American Racing, habitualment citat com BAR, va ser un equip de Fórmula 1 que va ingressar en la categoria el 1999. L'escuderia deu el seu nom a la tabaquera British American Tobacco, també coneguda per les seves inicials  BAT, que va ser la propietària de l'equip fins a la seva venda a Honda, que va decidir canviar de nom a l'escuderia.

## Història
Les marques relacionades amb la BAT han estat involucrades en la categoria durant llarg temps, a través de l'esponsorització de diferents equips. El 1997, Craig Pollock va convèncer la companyia de la conveniència d'adquirir una escuderia de Fórmula 1. L'elecció va recaure en Tyrrell, per la qual Pollock i la BAT van desemborsar prop de 47 milions de dòlars. Oficialment, l'equip va competir sota la denominació de Tyrrell el 1998, fins que es va transformar en Bar a l'any següent.
Al seu paper de director de l'equip, Pollock va aconseguir fer-se dels serveis del campió de la categoria de l'any 1997, Jacques Villeneuve, a canvi d'un lucratiu contracte. Pollock havia estat representant del pilot en els anys anteriors, per la qual cosa l'elecció va semblar òbvia. Villeneuve va ser acompanyat pel debutant Ricardo Zonta, i malgrat que Pollock va pronosticar un bon any per a l'equip, l'escuderia no va estar a l'altura de les expectatives: no va obtenir un sol punt en tota la temporada, i va ser superada fins i tot per Minardi, equip amb un pressupost considerablement menor.
En la seva primera temporada en l'equip, Villeneuve va començar amb 11 abandonaments, aconseguint després un vuitè lloc com a millor posició. Zonta es va perdre 3 carreres per una lesió, i també va aconseguir la seva millor posició amb un vuitè lloc. Mika Salo, qui va reemplaçar a Zonta en les tres carreres que no participà, va aconseguir ubicar el seu monoplaça en un setè lloc en una d'elles.
Després d'haver competit amb motors Supertec el 1999 (motors Renault reciclats), l'equip va firmar un contracte perquè Honda fos el seu proveïdor de propulsors en el 2000. Amb Honda, l'equip va guanyar en fiabilitat i competitivitat, encara que el millor resultat obtingut l'any va ser un quart lloc. Malgrat la notòria millora respecte a l'any anterior, el quart lloc compartit en el campionat de constructors no era el que els amos de l'equip havien imaginat. Villeneuve va aconseguir dos pòdiums el 2001, no obstant els resultat obtinguts per ell i pel seu nou company Olivier Panis no van ser suficients, i Pollock va haver d'allunyar-se de la direcció de l'escuderia.
Sota el comandament de David Richards a partir de 2002, les males ratxes van continuar amb el model Bar 004. Villeneuve havia de lluitar per poder obtenir algun punt, igual com que el seu nou company d'equip, Jenson Button. La falta de resultats per part de Villeneuve va determinar que fos reemplaçat pel pilot japonès Takuma Sato. Malgrat que el xassís utilitzat en la Temporada 2003 de Fórmula 1 era considerat un dels millors de la categoria, l'equip va sofrir pel fet de muntar cobertes Bridgestone. Després del final de la temporada, l'escuderia va migrar cap a Michelin, buscant aprofitar el potencial de l'auto.
El 2004, la sort va canviar per a BAR: Button va aconseguir diversos pòdiums i fins i tot la primera pole position per a l'equip, en el Gran Premi de San Marino d'aquell any. L'escuderia lluitava pel segon lloc a la copa de constructors, i malgrat els rumors sobre el futur de Jenson Button (tant Williams com BAR sostenien haver-lo fitxat per a la temporada següent), l'equip i el pilot van mostrar gran professionalisme en deixar aquestes coses de costat durant la competició.
Finalment, BAR va retenir el jove pilot anglès, per la qual cosa la formació de l'equip per a la Temporada 2005 de Fórmula 1 és idèntica a la de l'any anterior.
Junt amb les cada vegada més importants restriccions a la publicitat de tabac en la categoria, van sorgir els rumors de venda de l'escuderia per part de la BAT. A mitjan novembre de 2004, la tabaquera va anunciar que Honda havia adquirit el 45% de l'equip. Com a part de l'acord, es va produir l'allunyament del director esportiu David Richards.
Per a la temporada 2006, Takuma Sato abandonarà l'equip en no haver estat renovat i Rubens Barrichello ocuparà el seu lloc.

## Conflictes en latemporada 2005
Després del Gran Premi De San Marino, la Fia va exigir l'expulsió de l'equip BAR per haver utilitzat un cotxe amb menor pes durant aquesta carrera. A més, va sol·licitar una multa d'1 milió d'euros per a l'escuderia.
La Federació Internacional de l'Automòbil va trobar que l'equip havia utilitzat un dipòsit de combustible ocult, amb capacitat per a nou quilos de nafta, que li atorgava l'avantatge de portar-lo buit en la carrera (i per tant un auto més lleuger), i només s'omplia en l'última aturada a Boxes per complir amb el reglament en la pesada obligatòria després del Gran Premi.
L'acusació va ser realitzada pel comissari cap de la Fia, Charles Whiting, davant d'un òrgan de quatre jutges independents de la Cort d'Apel·lació Internacional. Els representants de Bar van assegurar que no van contravenir cap norma tot qüestionant el procés de pesada.
Finalment, el tribunal va decidir desclassificar l'escuderia del Gran Premi de San Marino i suspendre-la per a les carreres d'Espanya i Mònaco.

## Honda compra l'equip
A començaments d'octubre de 2005, l'equip va anunciar que Honda passava a tenir el control 100% de l'escuderia reemplaçant la tabaquera British American Tobacco, creadora de l'equip. El novembre de 2005, Honda va anunciar el nou nom de l'equip: Honda Racing F1 Team.